# 84095 Davidjohn
84095 Davidjohn è un asteroide della fascia principale. Scoperto nel 2002, presenta un'orbita caratterizzata da un semiasse maggiore pari a 2,4679481 UA e da un'eccentricità di 0,1290297, inclinata di 3,91651° rispetto all'eclittica.
L'asteroide è dedicato a David John Matson, padre del suo scopritore.